# Windows Easy Transfer
Windows Easy Transfer là một chương trình chuyển tập tin chuyên dụng được phát triển bởi Microsoft cho phép người dùng hệ điều hành Windows chuyển các tập tin và cài đặt cá nhân từ một máy tính chạy phiên bản Windows cũ hơn sang một máy tính chạy phiên bản mới hơn.
Windows Easy Transfer được giới thiệu trong Windows Vista và được đi kèm trong hệ điều hành Windows 7, Windows 8, và Windows 8.1. Nó thay thế cho chương trình Files and Settings Transfer Wizard được đi kèm với Windows XP và cung cấp các dịch vụ di chuyển giới hạn cho các máy tính sử dụng Windows 2000 Gói dịch vụ 4 và Windows XP Gói dịch vụ 2.  Nó không chuyển các ứng dụng, chỉ chuyển các tập tin và hầu hết các cài đặt.
Windows Easy Transfer đã không còn xuất hiện trong Windows 10.  Microsoft đã hợp tác cùng với Laplink nhằm cung cấp một phiên bản miễn phí của PCmover Express làm phương thức thay thế trong một thời gian. Người dùng cũng có thể nâng cấp lên PCmover Professional (phiên bản trả phí) cho phép chuyển các ứng dụng.

## Lịch sử
Với Windows 2000, Microsoft đã phát triển tiện ích dòng lệnh User State Migration Tool cho phép người dùng Windows 95, Windows 98, và Windows NT 4.0 chuyển dữ liệu và cài đặt của họ sang hệ điều hành mới hơn; công cụ dòng lệnh này không có giao diện người dùng đồ họa. Một công cụ di chuyển khác, có tên là Files and Settings Transfer Wizard, được phát triển cho Windows XP. FSTW được thiết kế để hỗ trợ người dùng hệ điều hành trong việc di chuyển dữ liệu và cài đặt của họ từ Windows 98 và Windows Me. FSTW có thể được khởi động từ đĩa CD-ROM Windows XP và có các tùy chọn chuyển dữ liệu và cài đặt thông qua kết nối dây, qua một đĩa mềm 3.5 inch, một đĩa zip hoặc kết nối mạng. Hơn nữa, công cụ còn có tùy chọn tạo một đĩa thuật sĩ để khởi động quá trình di chuyển trên một hệ thống cũ hơn.
Một phiên bản đầu của Windows Easy Transfer được trình diễn trong hội nghị Windows Hardware Engineering Conference bởi Jim Allchin vào năm 2004 với vai trò kế nhiệm Files and Settings Transfer Wizard, và được dự kiến đưa lên phiên bản khách hàng tiếp theo của hệ điều hành Windows, Windows Vista, khi đó có tên là Windows "Longhorn". Với phiên bản phát hành cuối cùng, phiên bản này của ứng dụng được thiết kế để sử dụng một dây cáp USB chuyên dụng để chuyển dữ liệu giữa các máy tính cá nhân.

## Các mục được di chuyển
Với tất cả các phiên bản Windows hỗ trợ, Easy Transfer có thể chuyển:
- Các tập tin và thư mục dữ liệu

Khi chuyển từ các phiên bản Windows sau Windows 2000:
- Các Tài khoản người dùng và các cài đặt
- Dữ liệu cấu hình Windows và ứng dụng được lưu trữ trong các tập tin hoặc trong Windows Registry

Tới Windows 8.1, Easy Transfer không còn có thể xuất dữ liệu sang máy tính khác, nhưng vẫn có thể mở các tập tin tạo bởi các phiên bản Windows trước.
Windows Easy Transfer không hỗ trợ di chuyển các ứng dụng đã cài đặt. Để chuyển một số ứng dụng hỗ trợ từ Windows XP sang Windows Vista, Microsoft đã dự định phát hành một ứng dụng Windows Easy Transfer Companion bổ sung, nhưng ứng dụng này đã không thể thoát ra khỏi giai đoạn beta và phiên bản cuối chưa bao giờ được phát hành.

## Phương thức di chuyển
Một vài phương thức di chuyển có thể được sử dụng:
- Thông qua cáp Easy Transfer Cable (không được hỗ trợ trên Windows 8.1)[14]
- Thông qua mạng máy tính
- Thông qua ổ đĩa CD hoặc ổ đĩa DVD và số lượng đủ các đĩa CD hoặc DVD
- Thông qua ổ USB flash hoặc ổ đĩa cứng ngoài. Trong chế độ này Windows Easy Transfer sẽ lưu các tập tin lưu trữ của các tập tin và cài đặt của chiếc máy cũ tới một vị trí do người dùng chỉ định, không cần thiết phải là một ổ USB; máy mới sau đó được cấp phép truy cập các tệp lưu trữ này.[2]

### Easy Transfer Cable
Cáp Easy Transfer Cable là một loai dây cáp USB 2.0 đặc biệt được dùng để kết nối hai máy tính với nhau. Các đầu kết nối đều là các đầu kết nối USB-A male để kết nối tới mỗi PC, và dây cáp còn có một hộp nhỏ ở giữa, chứa các phần điện tử cần để cho phép hai máy tính giao tiếp với nhau và kiểm soát dòng dữ liệu giữa hai máy. Nhiều nhà sản xuất còn cung cấp các dây cáp riêng phù hợp. Một vài hãng sản xuất có bán Easy Transfer Cable, bao gồm Laplink Software.

### Hạn chế
Windows Easy Transfer không hỗ trợ chuyển dữ liệu từ hệ thống 64-bit sang 32-bit.
Kể từ Windows Vista, Windows không hỗ trợ các kết nối tới qua cổng nối tiếp, song song hay IrDA, nhưng hệ điều hành vẫn hỗ trợ các kết nối tới qua Ethernet, WLAN, và HPNA.
Trong Windows 8.1, Windows Easy Transfer chỉ có thể nhập các cài đặt từ Windows 7, Windows 8 và Windows RT, nhưng lại không thể chuyển từ một máy tính Windows 8.1 hay Windows Vista khác. Phương thức di chuyển duy nhất được hỗ trợ trong Windows 8.1 là thông qua các tập tin lưu trữ đã lưu (phương pháp ổ USB); phương thức di chuyển qua cáp Easy Transfer Cable hoặc kết nối mạng không được hỗ trợ.